# Magyarittabé
Magyarittabé (másként Alsóittabé, Alsóittebe vagy Magyarittebe, szerbül Нови Итебеј / Novi Itebej, németül Neu Itebe) falu a Vajdaságban, Szerbia északi tartományában. Közigazgatásilag Bégaszentgyörgy községhez tartozik.
1. ↑  2011 Census of Population, Households and Dwellings in The Republic of Serbia: Ethnicity – Data by municipalities and cities. Belgrád: A Szerb Köztársaság Statisztikai Hivatala. 2012.  ISBN 978-86-6161-023-3 Hozzáférés: 2017. október 9. (szerbül és angolul)

## Fekvése
A Béga folyó és a Béga-csatorna közt fekszik, Nagybecskerek városától északkeletre, közúton 37 km-re. A település tőszomszédságában (100 méterre) van Szerbittabé település.

## Neve
A település mai hivatalos magyar neve Magyarittabé. A falu 1786. évi telepítési anyakönyvében a Magyar-Ittebe megnevezés szerepel. A XIX. század végén és a XX. század elején az Alsóittebe v. Alsó-Ittebe névalak volt hivatalos használatban. Történelmi forrásokban megőrzött gyakoribb névváltozatok:  Ithebew (1319—1508), Itebev, Hytebev (1334— 7),  Ittebew (1452). Pesty Frigyes a történelmi Itebő helynevet az Ite személynévből és a Bő helynévből eredezteti. A mai településnév Ittabé néveleme valószínűleg népi etimologizálás terméke (a monda szerint a falu alapításakor hangzott el az „Itt a bé!” felkiáltás, miután az ide érkező telepesek egyike hosszas keresgélés után rátalált a település egyik sarkát jelölő B jelzésű cövekre).  Hivatalos használatban tehát az Ittebe névelemnek van nagyobb hagyománya, a helybeliek nyelvhasználata viszont  az Ittabé névelemet őrzi immár több, mint két évszázad óta: Pesty 1875-ben írt, fentebb hivatkozott tanulmányában említi, hogy "Ittebe községet ma gyakran Itabé-nek nevezik". Az Itabé névalak valószínűleg a falu 1786. évi telepítése óta él, s mind a mai napig fennmaradt a helybeliek nyelvhasználatában (rövid t-vel ejtve).

## Története

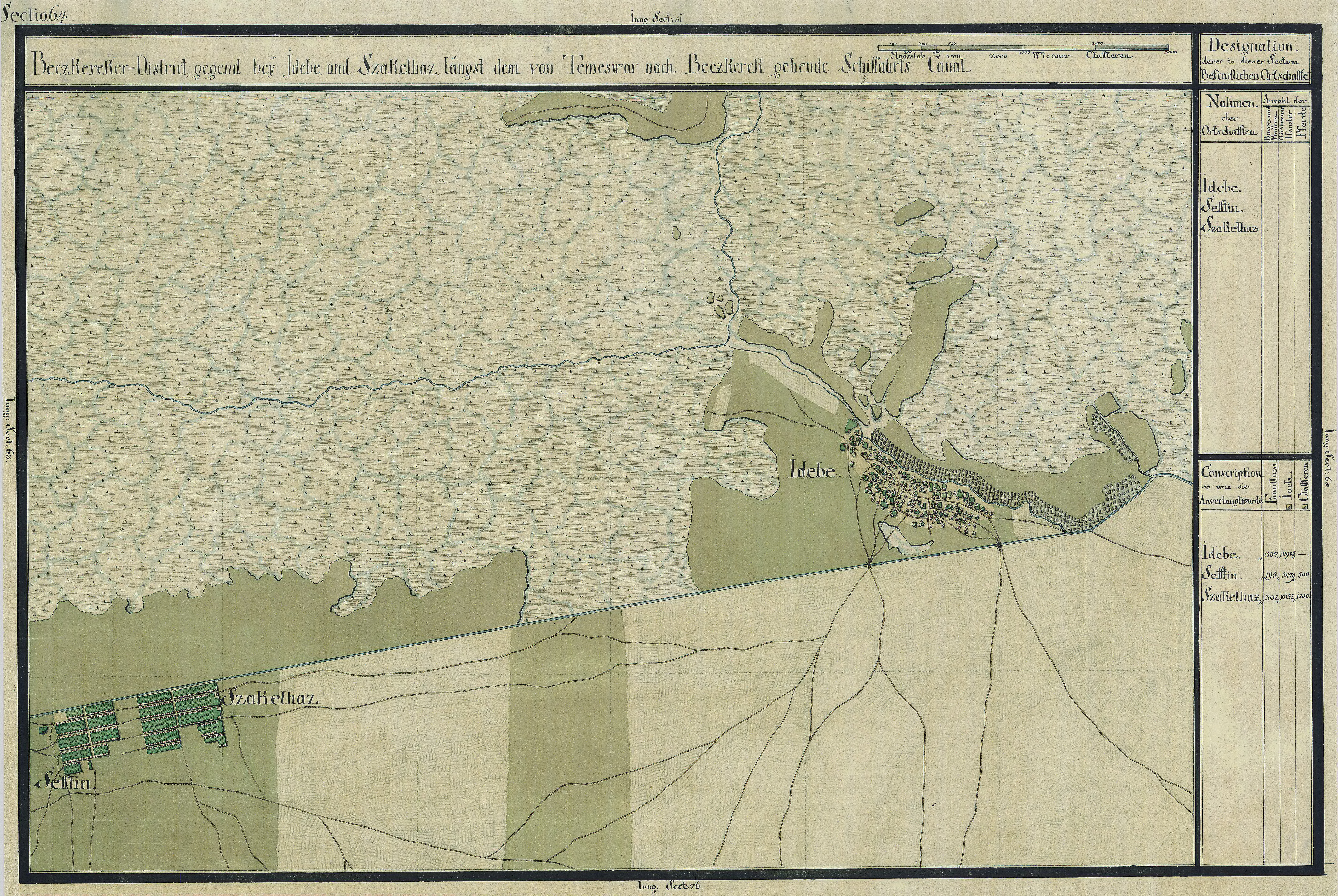
Magyarittabé környéke 1769-72 között

Ha Ittabét tekintjük az ún. alaptelepülésnek, akkor megemlítendő, hogy az első Ittabé írásos említése 1219-ből származik. A hajdani Keve vármegye egyetlen ismert egyházi intézménye az ittabéi bencés prépostság. Más iratokban  ezen intézményt a „legszentebb Megváltóról nevezett előbb bencés, utóbb világi prépostságnak és társas káptalannak” jelölik. Györffy György szerint ezen apátság ellen 1219-ben a csanádi püspök hamis pénzverés miatt eljárást indíttatott, és 1221-ben pápai engedéllyel és pártfogással társas káptalanná szervezte át. Ez a település, mely eredetileg a Withubu (olvasd: Ittöbö) nevet viselte, a törökdúlás áldozata lett a 16. század végén vagy a 17. század első évtizedében. Az 1579. évi török összeírás adatait tartalmazó defter Ittabét még a Csanádi szandzsákon belül a Becskereki náhijéhez tartozó lakott, adózó településként jegyzi, Ötebő néven. Az összeírás név szerint lajstromozza az ekkor itt élő 90 család férfi tagjait, s a vezeték- és utónevek arra engednek következtetni, hogy a lakosság túlnyomó többsége magyar. Második Ittabének az 1780 körül letelepedett Szerbittabét tekinthetjük. Magyarittabé így a harmadik Ittabé a falu 1786-os letelepedésével. A telepesek túlnyomórészt Békés város környékéről származtak el. Összesen 44, főként kelet-magyarországi települést nevez meg az első anyakönyv származási helyként. Az 1784 és 1787 között végzett első magyarországi népszámlálás adatai szerint Ittabén 290 házban 385 család él, összesem 2297 személy. (Ezek az adatok valószínűleg a két Ittabéra együttesen vonatkoznak.)
Délvidék számos magyarlakta települését „tatárjárásként” érte a szerbiai szerb szabadcsapatok betörése 1848 végén és 1849 elején. Ahogy ezek a csapatok vonultak északra, a magyar lakosság úgy menekült előlük. Miután Torontálvásárhely (Debellács) magyarajkú lakosai elhagyták falujukat, Magyarittabéra menekültek. A magyarittabeiek a magyar kormány parancsa szerint 1849. január 19-én elmenekültek a Maros folyón túl lakó magyar testvéreikhez. „Sára-napi szaladásként” maradt fenn a lakosság szájhagyományában ez a tragikus eset, mivelhogy a menekülés Sára-napkor kezdődött.

## Népesség

### Demográfiai változások
| 1948 | 1953 | 1961 | 1971 | 1981 | 1991 | 2002 | 2011 |
| ---- | ---- | ---- | ---- | ---- | ---- | ---- | ---- |
| 1930 | 1930 | 1868 | 1750 | 1553 | 1521 | 1315 | 1147 |

## Nevezetességek
A falu nevezetessége a 744 férőhelyes református templom (épült 1861-1866. között). Orgonája és toronyórája több mint 100 éves. A templom előtt állt egyike a két délvidéki Kossuth-szobornak (a másik Bácskossuthfalván található). A Horvai János által készített szobor 1904-ben készült el közadakozásból, majd egészen 1918-ig minden év március 15-én megkoszorúzták. Ekkor azonban egy bevonuló szerb katona átlőtte a szobrot, méghozzá szívtájékon, majd a talapzatról is lelökték, ezért a helyiek a református templomban találtak neki rejtekhelyet. Csak 1941 tavaszán állították fel újra, megemlékezéseket, koszorúzásokat pedig 1990 óta tartanak ismét. 2015 tavaszán ismeretlen tettesek a szobrot ellopták. 2016. március 15-én került sor az új Kossuth-szobor felavatására, amely az elődjével identikus soltvadkerti Kossuth-szobor alapján készült a vajdasági Magyar Nemzeti Tanács támogatásával.
Arczfalvy Ferencz nyug. 1848–49-es főhadnagy vörösmárvány síremléke a szerbittebei római katolikus temetőben van, a temetői feszület és a Jenovay-kripta között.
A Bánsági Református Egyházmegye Esperesi székhelye 1997 és 2014 között Magyarittabén volt.

## Sport
Magyarittabén működik az FK Bega sportegyesület. Jelenleg csak labdarúgócsapata van, melyet 1947-ben alapítottak. A futballpálya a Nyomáson van, melynek lelátói 1975-ben készültek. A csapat otthoni mezének színe zöld-fehér, vendégségben pedig zöld. A csapat címere keresztben hasított pajzs fehér-zöld alappal. A csapat 2009-ben a Nagybecskereki Körzeti Bajnokságban küzdött. A csapat játékosainak 80%-a helyi, magyarittabéi és magyar nemzetiségű.